# Naboth Hedin
Naboth Hedin, född 19 juli 1884 i Reftele socken, död 26 november 1973 i Kansas City, Missouri, var en svensk journalist.
Naboth Hedin var son till lantbrukaren Anders Johan Hedin. Efter att ha genomgått folkskolan emigrerade han 1900 till USA, fortsatte sin skolgång i Washington, Connecticut och inträdde efter avslutade skolstudier vid Harvard University. Hedin avlade en bachelor of artsexamen och blev därefter journalist vid The Brooklyn Daily Eagle. 1914–1918 var han tidningen Pariskorrespondent och fick då tillfälle att nära följa striderna på västfronten under första världskriget. 1918 lämnade han The Brooklyn Daily Eagle men stannade kvar i Paris som korrespondent åt nyhetsbyrån Universal Press Service för vars räkning han följde fredsförhandlingarna. Efter att ha återvänt till USA 1922 slog han sig ned i Boston, där han arbetade som översättare och frilansjournalist. Han skrev särskilt flitigt för The Christian Science Monitor, The Boston Herald, Evening Transcript, The living Age och Youth's Companion. 1926 kallades Hedin till chef i New York för den 1921 upprättade Svensk-amerikanska nyhetsbyrån (American-Swedish News Exchange). Nyhetsbyrån som fungerade som ett organ för svensk informationsverksamhet i USA fick under Hedins ledning stor betydelse och bidrog till intresset för Sverige i USA under 1920- och 1930-talen. Hedin tog även initiativet till att bjuda in amerikanska journalister till Sverige och medverkade i amerikanska skrifter och USA. Tillsammans med Adolph B. Benson var han utgivare av det stora verket Swedes in America (1938). Tillsammans med sin hustru Florence Benedict utgav och översatte han ett antal av Selma Lagerlöfs noveller under titeln Harvest (1935). Han var även sporadisk medarbetare i Göteborgs Handels- och Sjöfartstidning. Hedin var amerikansk presskommissarie vid den svenska avdelningen på världsutställningen i New York 1939.